# 宿毛貝塚

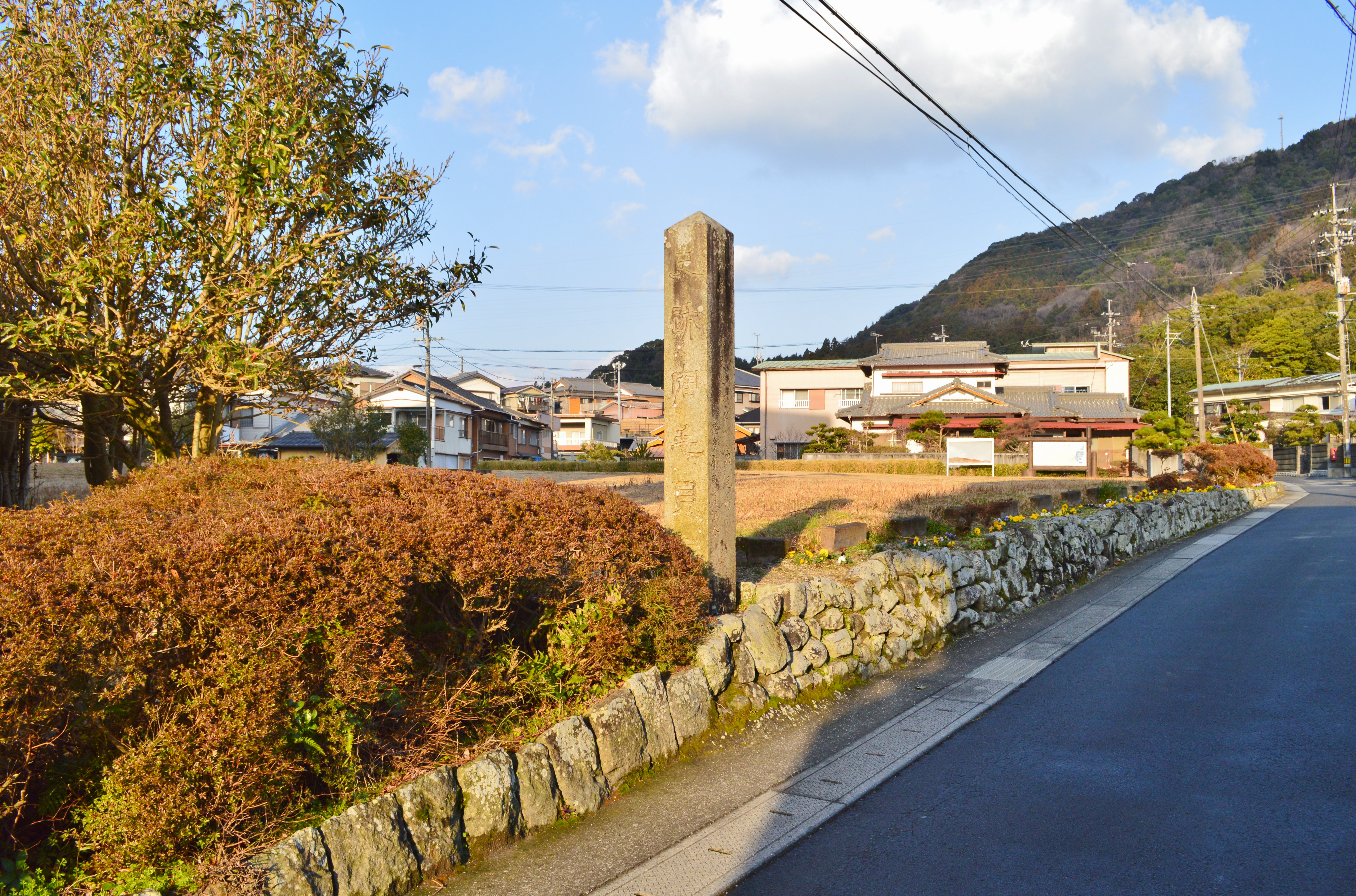
宿毛貝塚

宿毛貝塚（すくもかいづか）は、高知県宿毛市宿毛にある縄文時代後期（約3,500年前）の貝塚。1957年（昭和32年）7月27日に国の史跡に指定された。

## 概要
宿毛市宿毛貝塚地区にある願成寺山の山麓台地上、標高約5ｍ付近に所在し、東貝塚と西貝塚の2つに分かれている。1891年（明治24年）に寺石正路によって発見されて、彼によって初めて学術的に紹介され、全国的にも著名な貝塚となった。
1949年（昭和24年）と1985～1986年（昭和60～61年）に高知県教育委員会が発掘調査を行った、また1996年（平成8年）には宿毛市が発掘調査を行い、縄文土器のほか、石器、獣骨、魚骨、貝類、埋葬人骨などが出土している。貝層には、ハマグリを中心に多様な貝類が含まれる。